# 영암 학계리 석불입상
영암 학계리 석불입상(靈岩 鶴溪里 石佛立像)은 대한민국 전라남도 영암군 학산면 학계리에 있는 석불이다. 1977년 10월 20일 전라남도의 유형문화재 제66호로 지정되었다.

## 개요
화강암에 돋을새김한 불상으로 직사각형 모양이며 높이는 4m가량 된다.
민머리 위에 상투 모양의 머리묶음은 분명하게 구별되지 않고, 4각형의 얼굴은 몸에 바짝 붙어있다. 손모양은 왼손을 들어서 배에 대고 오른손은 길게 내리고 있는데, 신체에 비해 너무 작게 표현되었다. 옷주름은 가슴 앞에 凹형 무늬와 왼쪽 팔에 걸쳐내린 4가닥의 옷자락 표현 등으로 간략하게 처리하였다.
얼굴과 몸 아랫부분에 금이 가 있는 이 불상은 단순하면서도 친근감 있게 표현한 조선시대의 지방화된 양식의 불상이다.

## 주변 건축 허용기준
2020년 1월 16일 '전라남도 지정문화재 역사문화환경 보존지역 내 건축행위 등에 관한 허용기준'이 고시되었다.

## 참고 문헌
- 영암학계리석불입상 - 국가유산청 국가유산포털